# Participantes Olímpicos Independentes nos Jogos Olímpicos de Verão de 1992
Os Participantes Olímpicos Independentes representaram a Iugoslávia nos Jogos Olímpicos de Verão de 1992, realizados em Barcelona, Espanha.